# Spilopera debilis
Spilopera debilis là một loài bướm đêm trong họ Geometridae.